# Tuohetaerbieke Tanglatihan
Tuohetaerbieke Tanglatihan, auch Tuoheta Erbieke (chinesisch 唐拉提汗 托合塔尔别克, kasachisch توقتاربەك تاناتقان Toqtarbek Tañatqan; * 18. November 1996 in Ürümqi), ist ein chinesischer Boxer. Er war unter anderem Teilnehmer der Olympischen Spiele 2020 in Tokio und 2024 in Paris.

## Boxkarriere
Tanglatihan war Viertelfinalist der Asienspiele 2018 in Jakarta und Achtelfinalist der Weltmeisterschaft 2019 in Jekaterinburg.
Bei der asiatischen Olympiaqualifikation 2020 in Amman erkämpfte er einen Startplatz für die Olympischen Spiele 2020 in Tokio, wo er im Achtelfinale mit 2:3 gegen den späteren Olympiasieger Hebert Conceição ausschied.
Bei der Weltmeisterschaft 2023 in Taschkent erreichte er mit Siegen gegen Hambardsum Hakobjan, Mohamed Assaghir, Abdelrahman Oraby, Arlen López und Gasimagomed Dschalidow das Finale, wo er gegen Nurbek Oralbai unterlag. Als Vizeweltmeister gewann er dann auch die Asienspiele 2023 in Hangzhou, wobei er unter anderem Nurbek Oralbai und Eumir Marcial besiegen konnte. Mit diesem Erfolg war er für die Olympischen Spiele 2024 in Paris qualifiziert, wo er im Achtelfinale gegen den späteren Bronzemedaillengewinner Cristian Pinales verlor.